# Resurrection (álbum de Venom)
Resurrection es el décimo álbum de estudio de la banda de heavy metal, Venom. Fue publicado por SPV/ Steamhammer en 2000.

## Lista de canciones
1. «Resurrection» (3:03)
2. «Vengeance» (3:51)
3. «War Against Christ» (4:23)
4. «All There Is Fear» (4:42)
5. «Pain» (4:02)
6. «Pandemonium» (4:31)
7. «Loaded» (2:44)
8. «Firelight» (4:55)
9. «Black Flame (Of Satan)» (4:32)
10. «Control Freak» (3:03)
11. «Disbeliever» (3:40)
12. «Man Myth & Magic» (3:49)
13. «Thirteen» (3:37)
14. «Leviathan» (4:30)

## Créditos
- Cronos – bajo, voz
- Mantas – guitarra
- Antton – batería